# Явне
Я́вне (ивр. יַבְנֶה‎) — город в Центральном округе Израиля, в 24 км к югу от Тель-Авива и в нескольких километрах от морского берега.

## История
В Танахе Явне упоминается как Явниэль (Нав. 15:11) — приграничный город между наделами колен Дана и Иуды. Позже его стены были разрушены царём Озией в битве против филистимлян (2Пар. 26:6).
Римляне называли этот город Ямния. После разрушения Второго Храма в 70 году н. э. рабби Иоханан бен Заккай перенёс в Явне синедрион. Предполагают, что именно керем Явне определил канонический порядок книг Танаха. Выражение «Явне и её мудрецы» — это формулировка просьбы, с которой, по преданию, обратился Йоханан бен Закай к римскому полководцу Веспасиану. В этих словах закрепилось символическое значение города для еврейской традиции.
В городе расположена гробница одного из сподвижников Мухаммеда, Абу Хурайра. Крестоносцы переименовали город в Ибелин и построили в нём замок в 1141 году. Город вошёл в сеньорию Рамла и находился в управлении феодального рода Ибелинов. Он сдался на милость Салах ад-Дина в 1187 году.

## Население
По данным Центрального статистического бюро Израиля, население на начало 2020 года составляло 47 585 человек.

## Годовой доход населения
Согласно данным ЦСБ в 2000 году в городе было 10 910 оплачиваемых работников и 966 работающих не по найму или имеющих собственное предприятие. Среднемесячная заработная плата в 2000 году для работников по найму составляла 5699 шекелей. Реальный прирост составил 4,1 % по сравнению с предыдущим годом. Среднемесячная заработная плата для мужчин при этом составляла 7430 шекелей (прирост 1,1 %) по сравнению с 4042 шекелями для женщин (прирост 10,8 %). Средний доход у работающих не по найму составил 7631 шекель. Также было 640 человек, получавших пособие по безработице и 2396 человек, получавших пособие по обеспечению прожиточного минимума. Среднемесячная заработная плата работника в течение 2019 года составила 9523 шекеля (в среднем по стране: 9745 шекелей).

## Образование

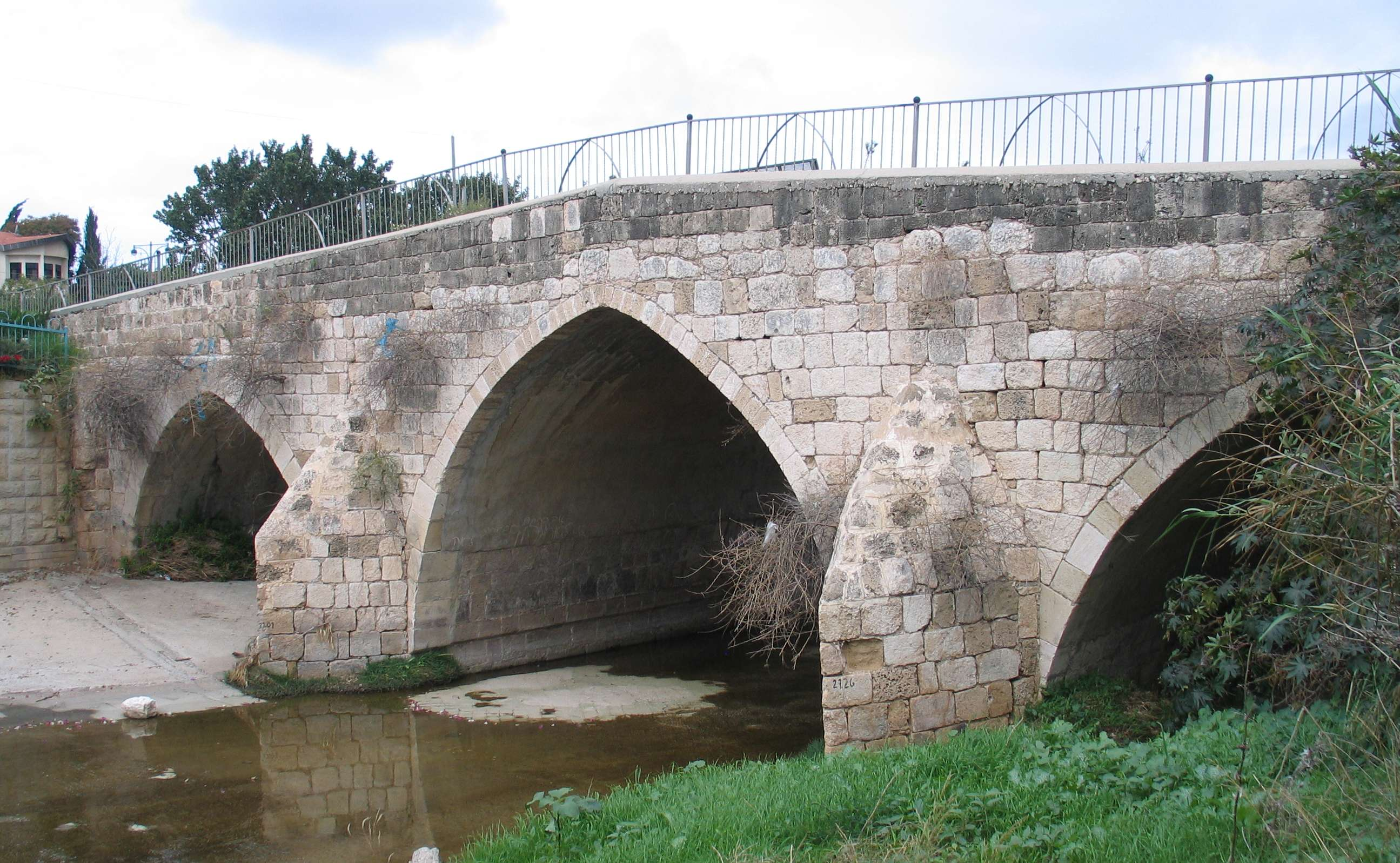
Средневековый арочный мост

В 2001 году было 16 школ и 7445 школьников. Из этого числа в 11 начальных школ ходило 4037 человек и 9 старших школ — 3408 человек. 59,6 % 12-тиклассников получили сертификат зрелости.

## Предприятия
- Aeronautics Defense Systems Ltd
- Авизар

## Спорт
В городе базируется футбольный клуб Бейтар Явне.

## Известные люди города
- Меир Шитрит
- Маор Меликсон